# Phyllastrephus poensis
Phyllastrephus poensis е вид птица от семейство Pycnonotidae.

## Разпространение
Видът е разпространен в Екваториална Гвинея, Камерун и Нигерия.